# Satyrus astraea
Satyrus astraea är en fjärilsart som beskrevs av John Henry Leech 1892-1894. Satyrus astraea ingår i släktet Satyrus och familjen praktfjärilar. Inga underarter finns listade.